# Pandiyangan
Pandiyangan is een bestuurslaag in het regentschap Sampang van de provincie Oost-Java, Indonesië. Pandiyangan telt 8462 inwoners (volkstelling 2010).